# Hans Hellner

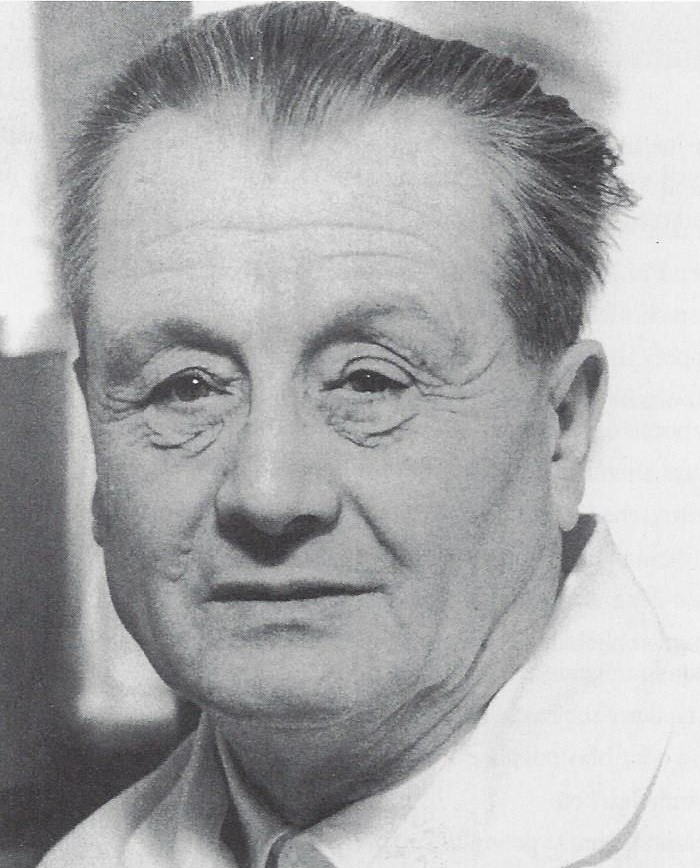
Hans Hellner, 1970

Hans Hellner (* 24. Oktober 1900 in Berlin; † 5. Februar 1976 in Göttingen) war ein deutscher Chirurg und Hochschullehrer in Göttingen.

## Biografie
Hans Hellners Vater war der Arzt und Sanitätsrat Karl Hellner in Berlin. Hans Hellner war Schüler des humanistischen Gymnasiums Zum Grauen Kloster in Berlin und schloss im Frühjahr 1918 mit dem Abitur ab. Vom Frühjahr bis November 1918 wurde er als Maschinengewehr-Schütze eingezogen.
Nach dem Ersten Weltkrieg studierte er Medizin in Berlin, Freiburg, München und wieder in Berlin. Im Jahr 1923 legte er das Staatsexamen ab, 1924 erfolgte die Approbation in Berlin. Ab 1925 war er Medizinalpraktikant, dann Volontär im Elisabeth-Krankenhaus in Berlin unter Felix Landois.
Im Jahr 1925 heiratete er Sigrid von Webel, mit der er sieben Kinder hatte (Dagmar, Anton, Birgit, Nils († als Kind), Ingrid, Gösta, Sibylle).
Ab 1926 war er Assistent am Pathologischen Institut des Rudolf-Virchow-Krankenhauses bei seinem Lehrer Erwin Christeller, wahrscheinlich bis zu dessen Tod 1928. Anschließend wurde er Assistent unter Hermann W.M. Coenen an der Chirurgischen Universitätsklinik Münster, dort 1932 Habilitation, 1938 Oberarzt, 1939 Erlangung des Professorentitels.
Am 25. August 1939 wurde er als Soldat einberufen und war bis 1943 ununterbrochen im Felde; davon drei Jahre als Beratender Chirurg einer Armee zunächst im Westen, dann im Osten. 1942 wurde er zum Oberstabsarzt der Reserve befördert.
Von 1946 bis 1969 war er Direktor der Chirurgischen Universitätsklinik in Göttingen. Schon 1949 richtete er dort eine eigene Narkosegruppe von fünf Assistenten ein. Er war ein vielseitiger klinischer Forscher, insbesondere auf dem Gebiet der Knochengeschwulste. Nach dem Urteil seiner Schüler und chirurgischen Zeitgenossen zeichneten »den äußerst Zurückhaltenden hohe Intelligenz, fachlicher Weitblick, allgemeine Fairness und menschliche Toleranz aus«. Nach dem Lehrbuch der Chirurgie, herausgegeben von H. Hellner, R. Nissen, Karl Vossschulte (Thieme 1957) lernte eine ganze Generation das Fach.
In den Jahren 1950, 1955 und 1962 leitete er die 65., 75. und 89. Tagung der Vereinigung Nordwestdeutscher Chirurgen.

## Schriften
- Zur Erkennung und Begutachtung von Schädelgrundbrüchen (= Hefte zur Unfallheilkunde. H. 19). Vogel, Berlin 1935.
- Die Knochengeschwülste. Springer, Berlin 1938; 2. Auflage 1950, DOI:10.1007/978-3-642-49675-2, weitere Auflage mit Hanno Poppe und H. Schoen 1968.
- Unfall und Knochengeschwulst (= Hefte zur Unfallheilkunde. H. 25). Vogel, Berlin 1939.
- Schmerz und Schmerzbekämpfung. Thieme, Stuttgart 1948.
- Die haematogene Osteomyelitis und ihre Behandlung (= Vorträge aus der praktischen Chirurgie. H. 37). Enke, Stuttgart 1954.
- Knochenerkrankungen und -geschwülste in der Begutachtung (= Hefte zur Unfallheilkunde. H. 50). Vogel, Berlin 1955.
- mit Hanno Poppe: Röntgenologische Differentialdiagnose der Knochenerkrankungen. Thieme, Stuttgart 1956.
- als Hrsg. mit Rudolf Nissen und Karl Vossschulte: Lehrbuch der Chirurgie. Thieme, Stuttgart 1957; 6. Auflage 1970.
- Über die Angst. Gedanken eines Chirurgen. Hippokrates, Stuttgart 1969.
- Arzt, Kranker, Krankheit. Lehmanns, München 1970.

## Ehrungen
- 1950, 1955 und 1962 leitete er die 65., 75. und 89. Tagung der Vereinigung Nordwestdeutscher Chirurgen
- 1969 Ehrenmitglied der Deutschen Röntgengesellschaft[6]
- 1969 Ehrenmitglied der Deutschen Gesellschaft für Neurochirurgie[7]
- 1975 Ehrenmitglied der Deutschen Gesellschaft für Chirurgie[8]